# کسوفی که از آسمان به زمین افتاد
کسوفی که از اسمان به زمین افتادبه کارگردانی مانی پتگر و بازیگری   در سال ۱۳۷۹ ساخته شد.

## منبع
1. ↑  «کسوفی که از اسمان به زمین افتاد». بایگانی‌شده از اصلی در ۲۷ مارس ۲۰۰۷. دریافت‌شده در ۷ ژانویه ۲۰۲۰.